# Triplex Via
Triplex Via (wörtl. vom Lateinischen: dreifacher Weg) bezeichnet in der philosophischen Theologie eine traditionelle Lehre über Typen der Rede von Gott: Unterschieden werden Aussagen, welche sich auf Gottes Wirkungen beziehen (per causalitatem); Aussagen, welche von Gott Missverständnisse fernhalten und negieren (per remotionem); Aussagen, welche Fehlverständnisse auf einen höheren als den uns begreiflichen Sinn überschreiten (per eminentiam). Die Lehre hat Ursprünge im Mittelplatonismus und findet sich bereits bei christlichen Theologen des 2./3. Jh., dann bei Pseudo-Dionysius und sehr vielen mittelalterlichen Theologen.
Zur Charakterisierung der Anwendbarkeit unserer Begriffe und Worte auf Gott finden drei Typen der Relation klassischerweise Anwendung: Gleichsinnigkeit (univok), verschiedener Sinn (äquivok), ähnlicher Sinn (analog). Ausarbeitungen einer sog. Analogielehre knüpfen an Darlegungen bei Aristoteles und Boethius an und diskutieren Ähnlichkeiten bezüglich der beobachtbaren Wirkungen, der begrifflichen Verhältnisse („Proportionen“) u. ä. Im Kontext sogenannter apophatischer oder „negativer“ Theologie wird das menschliche Unvermögen, adäquat Gott zu verstehen oder zu benennen, besonders akzentuiert.
Das 4. Konzil im Lateran hat 1215 formuliert: „Zwischen dem Schöpfer und dem Geschöpf kann man keine so große Ähnlichkeit feststellen, dass zwischen ihnen keine noch größere Unähnlichkeit festzustellen wäre.“ Diese Formel ist nach wie vor für die katholische Theologie leitend.